# Montlaur, Haute-Garonne
Montlaur är en kommun i departementet Haute-Garonne i regionen Occitanien i södra Frankrike. Kommunen ligger i kantonen Montgiscard som tillhör arrondissementet Toulouse. År 2022 hade Montlaur 1 791 invånare.

## Befolkningsutveckling
Antalet invånare i kommunen Montlaur
Referens:INSEE